# Comoment
On appelle comoment le produit de deux torseurs. Cette opération est commutative.
Le comoment est un scalaire égal à la somme des produits scalaires de la résultante d'un torseur par le moment de l'autre. Pour pouvoir calculer le comoment de deux torseurs, ceux-ci doivent être exprimés au même point de réduction.

## Expression générale
L'expression générale du comoment de deux torseurs M1 et M2 est  :
{\displaystyle {\vec {M}}_{1}\odot {\vec {M}}_{2}={\begin{Bmatrix}\ {\vec {R}}_{1}\\\ {\vec {M}}_{1}(A)\end{Bmatrix}}\odot {\begin{Bmatrix}\ {\vec {R}}_{2}\\\ {\vec {M}}_{2}(A)\end{Bmatrix}}={\vec {R}}_{1}\cdot {\vec {M}}_{2}(A)+{\vec {M}}_{1}(A)\cdot {\vec {R}}_{2}}

### Notations
Il est fréquent de rencontrer la notation {\displaystyle \{T_{1}\}\otimes \{T_{2}\}} pour le comoment de deux torseurs {T1} et {T2}. Cependant la notation avec un point cerclé ({\displaystyle \odot })  est à préférer pour éviter toute confusion avec le produit tensoriel.

### Propriétés
- Lorsque le comoment de deux torseurs est nul, alors les deux torseurs sont orthogonaux.
- Le comoment est invariant; un comoment de deux torseurs au point A sera le même que celui des deux mêmes torseurs à un autre point.

## Exemples d'utilisation
Le comoment est notamment utilisé dans le calcul de :
- l'énergie cinétique de solides indéformables. On fait la moitié du comoment du torseur cinétique et du torseur cinématique : {\displaystyle E_{c}={\frac {1}{2}}\,{\begin{Bmatrix}{\mathcal {C}}\end{Bmatrix}}\odot {\begin{Bmatrix}{\mathcal {V}}\end{Bmatrix}}={\frac {1}{2}}\,{\begin{Bmatrix}m\,{\vec {V}}\\{\vec {\sigma }}\end{Bmatrix}}_{A}\odot {\begin{Bmatrix}{\vec {\Omega }}\\{\vec {V}}\end{Bmatrix}}_{A}={\frac {1}{2}}\,m\,{\vec {V}}^{2}+{\frac {1}{2}}\,{\vec {\sigma }}\cdot {\vec {\Omega }}} ;
- la puissance instantanée. On fait le comoment du torseur d'effort et du torseur cinématique : {\displaystyle {\mathcal {P}}={\begin{Bmatrix}{\mathcal {F}}\end{Bmatrix}}\odot {\begin{Bmatrix}{\mathcal {V}}\end{Bmatrix}}={\begin{Bmatrix}{\vec {R}}\\{\vec {M}}\end{Bmatrix}}_{A}\odot {\begin{Bmatrix}{\vec {\Omega }}\\{\vec {V}}\end{Bmatrix}}_{A}={\vec {R}}\cdot {\vec {V}}+{\vec {M}}\cdot {\vec {\Omega }}}.

## Lien avec l'automoment
L'automoment du torseur {T}, noté A{T}, est la moitié du comoment de ce torseur par lui-même, soit : 
{\displaystyle A_{\left\{T\right\}}={\frac {1}{2}}\,{\begin{Bmatrix}{\vec {R}}\\{\vec {M}}\end{Bmatrix}}_{A}\odot {\begin{Bmatrix}{\vec {R}}\\{\vec {M}}\end{Bmatrix}}_{A}={\vec {R}}\cdot {\vec {M}}}
Remarques :
- l'automoment est nul si et seulement si le torseur est un torseur spécial : un glisseur, un torseur couple ou un torseur nul ;
- l'automoment est invariant dans l'espace.